# Boukoko
Boukoko est un village de la commune de Nola, en République centrafricaine.

## Localisation
Il est situé sur la RN6 à 15 km à l’ouest de Mbaïki, et à 70 km au sud-est de Boda.

## Économie
En 1939, est créée à Boukoko, une station centrale d'agriculture, qui se consacre d'abord à l'étude du caféier puis étend ses activités à l’agronomie équatoriale. Cette station est devenue un centre régional polyvalent de recherche (CRPR) de l'ICRA, Institut Centrafricain de Recherche Agronomique.

## Éducation
Le village abrite une école fondamentale et un Collège technique de développement rural.

## Santé
Le village dispose d'un centre santé, il fait partie du district sanitaire de Mbaïki.